# Каїріру (острів)
Каїріру  (англ. Kairiru) - вулканічний острів в західній частині Новогвінейського моря, знаходиться біля північно-східного берега Нової Гвінеї, входить до складу Папуа - Нової Гвінеї. Адміністративно віднесений до округу Вевак провінції Східний Сепік.

## Географія
Розташований 18 км від узбережжя Нової Гвінеї , приблизно 20 км на північний захід від столиці провінції - Вевак. Від найближчого острова — Мушу  (Мусху ), який знаходиться менш ніж за кілометр південніше, відокремлений однойменною протокою. З заходу острова знаходиться бухта Вікторія, обмежена на півночі мисом Онаму (англ. Onamu), а з південного боку мисом Улекуп (англ. Ulekup). Площа острова – 54 км², периметр суходолу– 37 км, ширина становить 5,7 км, довжина – 13 км . Найвища точка - Мелангіс (англ. Melangis ) розташована на висоті 1021(940 ) м над рівнем моря. У центральній гірській частині острова знаходиться озеро Мелангіс, з яким пов'язано безліч місцевих легенд і повір'їв . Найближчі сусідні острови: Мушу (800 м на південь), Юо  (5 км на південний захід), Карасау (7 км на південний захід), Уней  (11 км на південний захід) і Валис   (Валіф; 21 км на північний захід).

## Населення
Населення острова становить приблизно 5 тисяч осіб, яке сконцентровано в 10 основних населених пунктах, розкиданих по всьому острову.

## Історія
Під час Другої світової війни, у грудні 1942 року був захоплений японцями, використовувався флотом Японії для ведення бойових дій у Тихому океані . Остаточно був захоплений союзниками лише після капітуляції Японії у вересні 1945 року, репатріація японських солдатів почалася наприкінці грудня 1945 року.

## Фауна
- Dobsonia magna[en]  ( лат. Dobsonia magna );
- Macroglossus minimus  ( лат. Macroglossus minimus );
- Nyctimene aello  ( лат. Nyctimene aello );
- Nyctimene albiventer  ( лат. Nyctimene albiventer );
- Syconycteris australis  ( лат. Syconycteris australis );
- Hipposideros ater  ( лат. Hipposideros ater );
- Hipposideros maggietaylorae  ( лат. Hipposideros maggietaylorae );
- Pipistrellus papuanus  ( лат. Pipistrellus papuanus ) [8];